# 19 kwietnia
19 kwietnia jest 109. (w latach przestępnych 110.) dniem w kalendarzu gregoriańskim. Do końca roku pozostaje 256 dni.

## Święta
- Imieniny obchodzą: Cieszyrad, Czesław, Dionizjusz, Dionizy, Ekspedyt, Ekspedyta, Elfeg, Ema, Emma, Irydion, Jerzy, Konrad, Krescencjusz, Krescens, Krescenty, Leon, Leona, Leontyna, Pafnucy, Tymon, Sokrates, Wierzyn, Wigilia, Wincenty i Włodzimir
- Polska – Dzień Pamięci Ofiar Holocaustu i Powstania w Getcie Warszawskim
- Sierra Leone – Dzień Republiki
- Eswatini – Urodziny Króla
- Wenezuela – Dzień Deklaracji Niepodległości
- Zimbabwe – Dzień Niepodległości
- Wspomnienia i święta w Kościele katolickim[1][2] obchodzą:
  - św. Ekspedyt (męczennik)
  - św. Leon IX (papież)
  - św. Ursmar (biskup Lobbes)
  - bł. Konrad z Ascoli (franciszkanin, wyznawca)

## Wydarzenia w Polsce

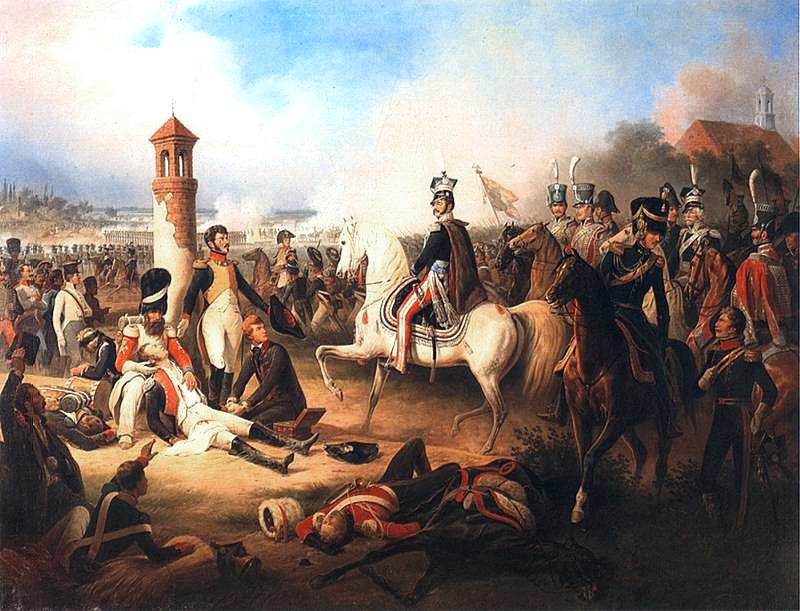
Śmierć Cypriana Godebskiego pod Raszynem na obrazie Januarego Suchodolskiego

- 1246 – Pierwsza wzmianka o Wambrez (Wąbrzeźnie) w ziemi chełmińskiej.
- 1346 – Król Kazimierz III Wielki nadał prawa miejskie Bydgoszczy.
- 1539 – Na Małym Rynku w Krakowie została spalona na stosie pod zarzutem apostazji 79-letnia Katarzyna Weiglowa.
- 1773 – Rozpoczęły się obrady Sejmu Rozbiorowego.
- 1809 – Wojna polsko-austriacka: nierozstrzygnięta bitwa pod Raszynem.
- 1831 – Powstanie listopadowe: zwycięstwo powstańców w II bitwie pod Boremlem.
- 1848 – We Lwowie ukazało się pierwsze wydanie „Gazety Narodowej“.
- 1911 – Przy ul. Dębinki w Gdańsku oddano do użytku kompleks nowego szpitala miejskiego.
- 1919 – Wojna polsko-bolszewicka: polskie wojsko zajęło Wilno.
- 1936 – W Warszawie odsłonięto pomnik Jana Kilińskiego.
- 1943 – Wybuchło powstanie w getcie warszawskim; w ramach akcji „Getto” AK rozpoczęła dostawy broni dla powstańców.
- 1944:
  - W Gdańsku zwodowano U-Boota U-3501, pierwszą jednostkę typu XXI.
  - W wąwozie Puziowe Doły w Trzydniku Dużym koło Kraśnika członkowie AL i GL dokonali mordu na kilkunastu mieszkańcach wsi Dąbrówka i Potok-Stany.
- 1948 – W Warszawie odsłonięto Pomnik Bohaterów Getta.
- 1950 – Powołano Urząd do Spraw Wyznań.
- 1956:
  - Karol Kuryluk został ministrem kultury i sztuki w miejsce odwołanego Włodzimierza Sokorskiego.
  - W Stoczni Gdańskiej zwodowano drobnicowiec MS „Bolesław Bierut”.
- 1969 – Sejm PRL uchwalił nowy Kodeks karny.
- 1984 – Seryjny morderca Joachim Knychała został skazany przez Sąd Wojewódzki w Katowicach na karę śmierci.
- 1991 – Sejm RP uchwalił ustawę o samorządzie pielęgniarek i położnych.
- 2002 – Wystartował kanał Tele 5.
- 2005 – Sejm RP uznał przez aklamację turecką rzeź Ormian za ludobójstwo.
- 2007 – Gen. Andrzej Błasik został dowódcą Sił Powietrznych RP.
- 2018 – Na Zamku Królewskim odbyła się uroczysta sesja Rady Warszawy z okazji 75. rocznicy wybuchu powstania w getcie warszawskim w trakcie, której tytułem Honorowego Obywatela miasta stołecznego Warszawy zostali wyróżnieni: Halina Birenbaum, Krystyna Budnicka i Marian Turski[3].

## Wydarzenia na świecie
- 65 – Nieudany spisek przeciwko cesarzowi Neronowi pod wodzą Gajusza Kalpurniusza Pizona.
- 531 – Wojna iberyjska: zwycięstwo Persów nad wojskami Cesarstwa wschodniorzymskiego w bitwie pod Callinicum.
- 1024 – Romanus di Tuscolo został wybrany 145. papieżem i przybrał imię Jan XIX.
- 1042 – Cesarz bizantyński Michał V Kalafates wygnał swoją przybraną matkę Zoe, co doprowadziło do wybuchu rewolty społecznej i jego obalenia.
- 1058 – Dauferio (Dezyderiusz) z Benewentu został opatem klasztoru na Monte Cassino.
- 1101 – Król Danii Kanut IV został ogłoszony świętym przez papieża Paschalisa II.
- 1213 – Papież Innocenty III wydał oficjalną zapowiedź soboru laterańskiego IV.
- 1389 – Papież Urban VI potwierdził, że chrzest Litwy był prawomocny i autentyczny.
- 1390 – Robert III Stewart został królem Szkocji.
- 1471 – Kočevje w Słowenii uzyskało prawa miejskie.
- 1506 – W Lizbonie rozpoczął się kilkudniowy pogrom Żydów przymusowo nawróconych na katolicyzm.
- 1529 – Podczas obrad Sejmu Rzeszy w Spirze 6 księstw i 14 miast niemieckich złożyło protest przeciw uchwale zabraniającej przechodzenia na luteranizm, od czego powstała nazwa protestantyzm.
- 1587 – Flota angielska pod wodzą Francisa Drake’a zniszczyła flotę hiszpańską w Kadyksie, opóźniając w ten sposób przygotowania Hiszpanii do inwazji na Anglię.
- 1648 – Wojna holendersko-portugalska o Brazylię: zwycięstwo Portugalczyków w bitwie pod Guararapes.
- 1677 – Wojna Francji z koalicją hiszpańsko-austriacko-lotaryńską: wojska francuskie zdobyły po oblężeniu bronioną przez Hiszpanów twierdzę Cambrai.
- 1689 – Ponad 200 osób zginęło w pożarze drewnianego budynku opery w Kopenhadze.
- 1706 – Wojna o sukcesję hiszpańską: zwycięstwo wojsk francusko-hiszpańskich nad austriackimi w bitwie pod Calcinato.
- 1713 – Cesarz rzymski Karol VI Habsburg wydał tzw. sankcję pragmatyczną, w której ogłoszono, że posiadłości Habsburgów będą niepodzielne oraz będą mogły być dziedziczone przez kobiety.
- 1763 – Alvise Giovanni Mocenigo został dożą Wenecji.
- 1770:
  - Kapitan James Cook po raz pierwszy dostrzegł wybrzeże Australii.
  - Odbył się ślub „per procura” Ludwika Augusta Burbona i Marii Antoniny, późniejszej francuskiej pary królewskiej.
- 1775 – Stoczono bitwę pod Lexington – początek wojny o niepodległość USA.
- 1783 – Na mocy dekretu cesarzowej Katarzyny II Chanat Krymski został anektowany przez Rosję.
- 1809 – V koalicja antyfrancuska: zwycięstwo wojsk francuskich nad austriackimi w bitwie pod Teugen-Hausen.
- 1810 – Wenezuela ogłosiła niezależność (od Hiszpanii).
- 1825 – Oddział tzw. Trzydziestu Trzech Orientalczyków dowodzony przez Juana Antonio Lavelleja wkroczył z Argentyny na terytorium okupowanego przez Brazylię Urugwaju, w celu rozpoczęcia walk o wyzwolenie kraju.
- 1837 – Anastasio Bustamante został po raz drugi prezydentem Meksyku.
- 1839 – Został podpisany traktat londyński gwarantujący niepodległość Belgii.
- 1848 – II wojna Brytyjczyków z Sikhami: wojska brytyjskie rozpoczęły oblężenie Multanu.
- 1850 – W Waszyngtonie podpisano amerykańsko-brytyjski traktat Claytona-Bulwera, zawarty w celu całkowitego ograniczenia kolonizacji i militaryzacji terenu Ameryki Środkowej.
- 1853 – Floris Adriaan van Hall został szefem Gabinetu Ministrów Holandii.
- 1855 – Niemiecki astronom Robert Luther odkrył planetoidę (35) Leukothea.
- 1860 – Setúbal w Portugalii uzyskało prawa miejskie.
- 1861 – Wojna secesyjna: rozpoczęła się blokada morska stanów Południa.
- 1870 – Francuski astronom Alphonse Borrelly odkrył planetoidę (110) Lydia.
- 1879 – Austriacki astronom Johann Palisa odkrył planetoidę (195) Eurykleia.
- 1880:
  - II wojna brytyjsko-afgańska: zwycięstwo wojsk brytyjskich w bitwie pod Ahmed Khel.
  - Arvid Posse został premierem Szwecji.
  - Johann Palisa odkrył planetoidę (216) Kleopatra.
- 1882 – Johann Palisa odkrył planetoidę (225) Henrietta.
- 1886 – Jamestown w stanie Nowy Jork otrzymało prawa miejskie.
- 1896 – Odbył się pierwszy wyścig kolarski Paryż-Roubaix.
- 1897 – Odbył się pierwszy Maraton Bostoński.
- 1903 – W Kiszyniowie rozpoczął się dwudniowy pogrom Żydów, w wyniku którego zginęło 47-49 osób, a około 400 zostało rannych.
- 1904:
  - Amerykański astronom Raymond Dugan odkrył planetoidy: (533) Sara i (534) Nassovia.
  - Pożar zniszczył śródmieście Toronto.
- 1908:
  - Do niemieckiej ustawy o stowarzyszeniach (Vereinsgesetz) wprowadzono tzw. paragraf językowy, nakazujący odbywanie zgromadzeń publicznych wyłącznie w języku niemieckim.
  - Premiera amerykańskiego filmu krótkometrażowego Makbet w reżyserii Jamesa Stuarta Blacktona.
  - W Bejrucie uruchomiono komunikację tramwajową.
- 1913 – Zwodowano francuski niszczyciel „Magon”.
- 1914:
  - Victorino Márquez Bustillos został prezydentem Wenezueli.
  - W Montevideo założono klub sportowy Old Boys & Old Girls Club.
- 1915 – Ludobójstwo Ormian: rozpoczęła się bitwa samoobrony ormiańskiej z rejonu miasta Wan przeciwko władzom i armii Imperium Osmańskiego, dążącym do fizycznej likwidacji Ormian zamieszkujących wilajet Wan.
- 1918 – Przyjęto flagę Litwy.
- 1920:
  - Rozpoczęła się konferencja w San Remo w sprawie podziału terytorium byłego Imperium Osmańskiego.
  - W Mandacie Palestyny odbyły się pierwsze wybory do żydowskiego Zgromadzenia Reprezentantów.
- 1921 – W Poczdamie odbył się pogrzeb ostatniej królowej Prus i cesarzowej niemieckiej Augusty Wiktorii.
- 1922 – W Nowym Jorku założono stowarzyszenie PEN America.
- 1923:
  - Ernst Trygger został premierem Szwecji.
  - Weszła w życie pierwsza konstytucja Egiptu.
  - Z portu w Glasgow wypłynął w dziewiczy rejs do Montrealu brytyjski transatlantyk SS „Athenia”.
- 1924 – Założono hiszpańskie przedsiębiorstwo telekomunikacyjne Telefónica.
- 1925 – W Santiago założono najbardziej utytułowany chilijski klub piłkarski CSD Colo-Colo.
- 1927:
  - Otwarto Port lotniczy Düsseldorf.
  - Powstanie Cristero w Meksyku: katoliccy powstańcy napadli, a następnie oblali benzyną i podpalili pociąg relacji Guadalajara-Meksyk mający przewozić pieniądze, w wyniku czego zginęło 51 osób.
  - Premiera amerykańskiego biblijnego dramatu biograficznego Król królów w reżyserii Cecila B. DeMille’a.
- 1928 – Wydany został 125. i ostatni fascykuł Oxford English Dictionary.
- 1929 – Założono urugwajski klub piłkarski La Luz Montevideo.
- 1930:
  - Premiera amerykańskiego dramatu biograficznego Rozwódka w reżyserii Roberta Z. Leonarda.
  - W Charkowie zakończył się proces pokazowy 45 osób oskarżonych o kierowanie Związkiem Wyzwolenia Ukrainy, która to organizacja była mistyfikacją GPU Ukraińskiej SRR.
- 1931 – Nicolae Iorga został premierem Rumunii.
- 1934 – 95,75% spośród głosujących w referendum obywateli Urugwaju zatwierdziło nową konstytucję.
- 1938:
  - Hiszpańska wojna domowa: zwycięstwem nacjonalistów zakończyła się bitwa o Aragonię (7 marca-19 kwietnia).
  - W trzęsieniu ziemi w Kırşehir w środkowej Turcji zginęły 224 osoby.
- 1941 – Założono Muzeum Ameryki w Madrycie.
- 1942 – Zwycięstwo wojsk japońskich nad brytyjsko-chińskimi w bitwie pod Yenankyaung w Birmie (11-19 kwietnia).
- 1943:
  - Szwajcarski chemik Albert Hofmann odkrył psychoaktywne właściwości dietyloamidu kwasu lizergowego (LSD-25).
  - W Hamilton na Bermudach rozpoczęła się międzynarodowa konferencja bermudzka, której celem było ustalenie sposobów przesiedleń Żydów z terenów znajdujących się pod okupacją III Rzeszy.
  - Zwodowano amerykański lotniskowiec eskortowy USS „Liscome Bay”.
- 1944 – W Kazanłyku w Bułgarii odkryto tracki murowany grobowiec kurhanowy z okresu hellenistycznego (datowany na ok. 310–290 p.n.e.).
- 1945:
  - II wojna światowa: zakończyła się bitwa o wzgórza Seelow.
  - Na Broadwayu w Nowym Jorku odbyła się premiera musicalu Carousel autorstwa Richarda Rodgersa i Oscara Hammersteina II.
- 1948 – Birma została przyjęta do ONZ.
- 1955 – Na pustyni Negew w Izraelu założono miasto Ofakim.
- 1956 – Książę Monako Rainier III Grimaldi poślubił amerykańską aktorkę Grace Kelly.
- 1959 – Otwarto Stadion Bazaly w Ostrawie.
- 1960:
  - Dokonano oblotu amerykańskiego pokładowego samolotu szturmowego Grumman A-6 Intruder.
  - Pho Proeung został premierem Kambodży.
  - Powstała najważniejsza namibijska organizacja narodowowyzwoleńcza Organizacja Ludu Afryki Południowo-Zachodniej (SWAPO).
  - Założono Dewan Bahasa dan Pustaka Brunei – gremium państwowe zajmujące się rozwojem oraz propagowaniem literatury i języka, badaniami kulturowymi oraz dokumentacją i publikacją dzieł literackich w Brunei.
- 1961 – Klęską zakończyła się trwająca od 17 kwietnia inwazja uzbrojonych i wspieranych przez CIA sił uchodźców kubańskich w Zatoce Świń.
- 1968 – Czteroosobowa wyprawa pod wodzą Amerykanina Ralpha Plaisteda dostała po lodzie do bieguna północnego jako pierwsza lub druga w historii (po budzącej wątpliwości wyprawie pod wodzą Amerykanina Roberta Edwina Peary’ego z 1909 roku).
- 1970:
  - Misael Pastrana Borrero(inne języki) wygrał, prawdopodobnie sfałszowane, wybory prezydenckie w Kolumbii.
  - W Berlinie Wschodnim odsłonięto pomnik Włodzimierza Lenina o wysokości 19 m.
  - W rosyjskim Togliatti rozpoczęła się seryjna produkcja Łady 2101.
- 1971:
  - Sierra Leone zostało proklamowane republiką. Pierwszym prezydentem został Siaka Stevens.
  - Ukazał się album L.A. Woman amerykańskiej grupy rockowej The Doors.
  - Została wyniesiona na orbitę pierwsza w historii radziecka załogowa stacja kosmiczna Salut 1.
- 1973:
  - Sosnowy Bór koło Petersburga uzyskał prawa miejskie.
  - W niemieckim Bad Münstereifel została założona portugalska Partia Socjalistyczna.
- 1975:
  - Nicolaas Johannes Diederichs został prezydentem RPA.
  - Włochy zremisowały bezbramkowo z Polską w rozegranym w Rzymie meczu eliminacyjnym do turnieju finałowego Mistrzostw Europy w Piłce Nożnej.
  - W Papui-Nowej Gwinei kina zastąpiła dolara australijskiego.
  - Z radzieckiego kosmodromu Kapustin Jar został wystrzelony pierwszy indyjski sztuczny satelita Ariabhata.
- 1976 – Pak Sŏng Ch’ŏl został premierem Korei Północnej.
- 1977 – Odbył się pierwszy rejs pierwszego z dwóch zbudowanych francuskich poduszkowców pasażerskich Naviplane N500.
- 1978 – Lagumot Harris został prezydentem Nauru.
- 1979 – W stolicy ówczesnego Cesarstwa Środkowoafrykańskiego Bangi stłumiono trzydniowe protesty uczniów przeciwko nakazowi noszenia drogich mundurków szkolnych, w wyniku czego zginęło od 100 do 200 osób.
- 1982 – Wystrzelono stację kosmiczną Salut 7.
- 1984 – Oficjalnie zatwierdzono hymn Australii.
- 1989 – W wyniku wybuchu amunicji na pancerniku USS „Iowa” zginęło 47 marynarzy.
- 1993:
  - Podczas szturmu sił bezpieczeństwa na oblężone ranczo sekty Gałęzi Dawidowej Davida Koresha w Waco w Teksasie wybuchł pożar zabudowań, w wyniku którego zginęło 80 osób, w tym wiele kobiet i dzieci oraz przywódca sekty.
  - W katastrofie lotniczej w Zwingle w stanie Iowa zginęło 8 osób, w tym gubernator Dakoty Południowej George Mikelson.
- 1995 – W Oklahoma City doszło do zamachu bombowego na budynek administracji federalnej, w wyniku czego zginęło 168 osób, a ponad 680 zostało rannych.
- 1999 – Siedziba Bundestagu została ponownie przeniesiona do Berlina.
- 2000 – Lecący z Manili Boeing 737 linii Air Philippines rozbił się podczas podchodzenia do lądowania w Davao, w wyniku czego zginęło wszystkich 131 osób na pokładzie.
- 2001 – Rozpoczęła się misja STS-100 wahadłowca Endeavour.
- 2002 – Jajko wielkanocne wykonane w 1913 r. ze złota, emalii i 3 tys. kamieni szlachetnych przez złotnika Petera Carla Fabergé dla cara Rosji Mikołaja II Romanowa zostało sprzedane w Nowym Jorku za 9,6 mln dolarów.
- 2003 – Urzędujący prezydent Nigerii Olusẹgun Ọbasanjọ został wybrany na drugą kadencję.
- 2004 – Rozpoczęła się załogowa misja Sojuz TMA-4 na Międzynarodową Stację Kosmiczną (ISS).
- 2005:
  - Nadżib Mikati został premierem Libanu.
  - Niemiecki kardynał Joseph Ratzinger został obrany 265. (lub 266.) papieżem i przybrał imię Benedykt XVI.
- 2007:
  - Prezydent Rumunii Traian Băsescu został zawieszony w swoich uprawnieniach przez opozycyjny wobec niego parlament.
  - Sidi uld Szajch Abdallahi został prezydentem Mauretanii.
- 2011 – Fidel Castro zrezygnował z funkcji pierwszego sekretarza Komunistycznej Partii Kuby na rzecz swego brata, prezydenta Raúla Castro.
- 2012 – Leonid Tibiłow został prezydentem Osetii Południowej.
- 2013:
  - Japończyk Jirōemon Kimura jako pierwszy znany mężczyzna w historii osiągnął wiek 116 lat. Zmarł 12 czerwca tego roku.
  - Nicolás Maduro został zaprzysiężony na urząd prezydenta Wenezueli.
- 2016 – 64 osoby zginęły, a 367 zostało rannych w zamachu terrorystycznym dokonanym przez talibów w Kabulu.
- 2018:
  - Miguel Díaz-Canel został wybrany przewodniczącym Rady Państwa Republiki Kuby, co oznaczało koniec kilkudziesięcioletniej epoki rządów braci Fidela i Raúla Castro.
  - Z okazji swych 50. urodzin król Mswati III zmienił nazwę kraju ze Suazi na Eswatini.
- 2020 – W kanadyjskiej prowincji Nowa Szkocja 51-letni technik dentystyczny Gabriel Wortman w serii strzelanin zabił 22 osoby, 3 zranił, po czym zginął na stacji benzynowej w Enfield w strzelaninie z policją.
- 2021 – Prezydent Miguel Díaz-Canel został pierwszym sekretarzem Komunistycznej Partii Kuby, zastępując Raúla Castro.
- 2022 – W wieku 119 lat i 107 dni zmarła japońska superstulatka Kane Tanaka, uznawana za najstarszą żyjącą zweryfikowaną osobę na świecie.

## Urodzili się
- 626 – Enfleda, królowa Bernicji, benedyktynka, święta (zm. 704)
- 1581 – Joachim Fryderyk von Mansfeld, niemiecki hrabia, dowódca wojskowy (zm. 1623)
- 1603 – Michel le Tellier, francuski polityk (zm. 1685)
- 1605 – Orazio Benevoli, włoski kompozytor (zm. 1672)
- 1607 – Valentin Thilo (młodszy), niemiecki teolog luterański, profesor retoryki, poeta religijny (zm. 1662)
- 1613 – Christoph Bach, niemiecki muzyk (zm. 1661)
- 1616:
  - Ludwik IV, książę legnicki (zm. 1663)
  - Wojciech Izdebski, polski duchowny katolicki, biskup pomocniczy wileński (zm. 1702)
- 1618 – Chrystian, książę legnicki (zm. 1672)
- 1633 – Willem Drost, holenderski malarz (zm. 1659)
- 1637 – Mateo Cerezo, hiszpański malarz (zm. 1666)
- 1652 – Krystian Wirtemberski, książę oleśnicki (zm. 1704)
- 1658 – Jan Wilhelm Wittelsbach, elektor Palatynatu Reńskiego (zm. 1716)
- 1666 – Sarah Kemble Knight, amerykańska nauczycielka, pamiętnikarka (zm. 1727)
- 1688 – Ernest August I, książę Saksonii-Weimaru i Saksonii-Eisenach (zm. 1748)
- 1721 – Roger Sherman, amerykański prawnik, polityk (zm. 1793)
- 1754 – Carl August Wilhelm Berends, niemiecki lekarz, filozof, rektor (zm. 1826)
- 1757 – Edward Pellew, brytyjski arystokrata, admirał (zm. 1833)
- 1759:
  - August Wilhelm Iffland, niemiecki aktor, reżyser, dramaturg (zm. 1814)
  - Wojciech Mier, polski rotmistrz, poeta, tłumacz (zm. 1831)
- 1760 – Teofil Wojciech Załuski, polski polityk (zm. 1831)
- 1770 – Georg Abraham Schneider, niemiecki kompozytor, waltornista, oboista (zm. 1839)
- 1772 – David Ricardo, brytyjski ekonomista, polityk pochodzenia żydowskiego (zm. 1823)
- 1774 – Friedrich Wilhelm Riemer, niemiecki profesor filologii germańskiej, bibliotekarz (zm. 1845)
- 1777:
  - Stanisław Broszkowski, polski major, żołnierz Legionów Polskich we Włoszech (zm. 1827)
  - Karl Wilhelm von Toll, rosyjski generał pochodzenia niemieckiego (zm. 1842)
- 1791 – William Orlando Butler, amerykański generał, polityk (zm. 1880)
- 1793 – Ferdynand I Habsburg, cesarz Austrii, król Węgier i Czech (zm. 1875)
- 1794 – Leopold August Leo, polski okulista pochodzenia żydowskiego (zm. 1868)
- 1795 – Christian Gottfried Ehrenberg, niemiecki przyrodnik, zoolog, lekarz, geolog, wykładowca akademicki (zm. 1876)
- 1799 – (lub 15 kwietnia) Wojciech Jastrzębowski, polski przyrodnik, krajoznawca, wykładowca akademicki (zm. 1882)
- 1801 – Gustav Theodor Fechner, niemiecki fizyk, filozof (zm. 1887)
- 1803 – Harry Powlett, brytyjski arystokrata, polityk (zm. 1891)
- 1804 – Charles Chevalier, francuski optyk, projektant obiektywów (zm. 1859)
- 1815 – Daniel Bashiel Warner, liberyjski polityk, prezydent Liberii (zm. 1880)
- 1819 – Jerzy Iwaszkiewicz, polski duchowny katolicki, biskup pomocniczy mohylewski (zm. 1876)
- 1820 – Wiktor Arcimowicz, polski i rosyjski polityk (zm. 1893)
- 1826 – Franciszek Kostrzewski, polski malarz, ilustrator, rysownik, karykaturzysta (zm. 1911)
- 1827 – Daniel Hack Tuke, brytyjski psychiatra (zm. 1895)
- 1829 – Aleksander Walerian Jabłonowski, polski historyk, etnograf, podróżnik (zm. 1913)
- 1830 – Adam Gliszczyński, polski ginekolog (zm. 1903)
- 1832:
  - José Echegaray, hiszpański matematyk, inżynier, polityk, dramatopisarz, laureat Nagrody Nobla (zm. 1916)
  - Lucretia Garfield, amerykańska pierwsza dama (zm. 1918)
- 1833 – Wayne MacVeagh, amerykański polityk (zm. 1917)
- 1834:
  - Sanai Hashimoto, japoński samuraj, lekarz, poeta, polityk (zm. 1859)
  - Grigorij Miasojedow, rosyjski malarz (zm. 1911)
- 1836:
  - Ferdinand Cheval, francuski listonosz, architekt (zm. 1924)
  - Gustav Tschermak, niemiecki mineralog (zm. 1927)
- 1838 – Emidio Taliani, włoski kardynał (zm. 1907)
- 1842 – Charles Boyle Roberts, amerykański polityk (zm. 1899)
- 1847:
  - Ferdinand Fellner, niemiecki architekt (zm. 1916)
  - Julian Maszyński, polski malarz, ilustrator (zm. 1901)
- 1849 – Eva Gonzalès, francuska malarka (zm. 1883)
- 1850:
  - Edward John Gregory, brytyjski malarz, ilustrator (zm. 1909)
  - Otto Haab, szwajcarski okulista, wykładowca akademicki (zm. 1931)
- 1853 – Władysław Brankiewicz, polski kompozytor, organista, pedagog (zm. 1929)
- 1854 – Charles Angrand, francuski malarz (zm. 1926)
- 1856 – Józef Słotwiński, polski nauczyciel, działacz oświatowy (zm. 1917)
- 1857 – Josef Chládek, czeski kompozytor, pedagog (zm. 1917)
- 1858:
  - George Alexander Gibson, szkocki matematyk, filozof, wykładowca akademicki (zm. 1930)
  - May Robson, australijska aktorka (zm. 1942)
  - Stanisław Śmiłowski, polski polityk ludowy (zm. ?)
- 1859 – Victor Apfelbeck, bośniacki entomolog, muzealnik pochodzenia austriackiego (zm. 1934)
- 1860:
  - (lub 1857) Helena Marcello-Palińska, polska aktorka (zm. 1939)
  - Teofil Wojciech Talikowski, polski przemysłowiec (zm. 1931)
  - Jan Walewski, polski adwokat, przemysłowiec, ziemianin (zm. 1919)
- 1864:
  - Stanisław Brandowski, polski dziennikarz, literat, publicysta, wydawca (zm. 1935)
  - Ksawery Branicki, polski ziemianin, przyrodnik (zm. 1926)
- 1865:
  - Józefa Krzyżanowska-Kodisowa, polska filozof, psycholog, feministka (zm. 1940)
  - Chaim Żytłowski, białoruski pisarz, filozof, publicysta, polityk socjalistyczny pochodzenia żydowskiego (zm. 1943)
- 1866 – Howard James Banker, amerykański mykolog, wykładowca akademicki (zm. 1940)
- 1868:
  - Erling Bjørnson, norweski polityk (zm. 1959)
  - Max von Schillings, niemiecki kompozytor, dyrygent (zm. 1933)
  - Józef Świeżyński, polski lekarz, polityk, prezydent ministrów Królestwa Polskiego (zm. 1948)
- 1869 – Salomon Weinzieher, polski lekarz, polityk, poseł na Sejm Ustawodawczy i Sejm RP pochodzenia żydowskiego (zm. 1943)
- 1870:
  - Theodor Liebknecht, niemiecki polityk socjalistyczny (zm. 1948)
  - Władysław Karol Szerner, polski malarz (zm. 1936)
- 1872 – Alice Salomon, niemiecka działaczka społeczna, feministka pochodzenia żydowskiego (zm. 1948)
- 1873 – August Krasicki, polski hrabia, ziemianin, rotmistrz, polityk (zm. 1946)
- 1874 – Ernst Rüdin, szwajcarski psychiatra, genetyk, eugenik (zm. 1952)
- 1876 – Henryk, holenderski książę małżonek (zm. 1934)
- 1878 – Włodzimierz Chomicki, polski piłkarz (zm. 1953)
- 1879:
  - Archie Robertson, brytyjski lekkoatleta, długodystansowiec (zm. 1957)
  - Hans Sølling, duński neurochirurg pochodzenia szwedzkiego (zm. 1945)
- 1880 – Emil Landsberg, polski inżynier kolejowy, działacz gospodarczy (zm. 1952)
- 1881 – Usiewaład Ihnatouski, białoruski działacz narodowy, polityk (zm. 1931)
- 1882:
  - Eino Kalima, fiński reżyser teatralny, slawista (zm. 1972)
  - Getúlio Vargas, brazylijski polityk, prezydent Brazylii (zm. 1954)
- 1883 – Richard von Mises, austriacko-amerykański matematyk, inżynier, filozof pochodzenia żydowskiego (zm. 1953)
- 1884:
  - Alojzy Machalica, polski nauczyciel, polityk, poseł na Sejm RP (zm. 1950)
  - Mieczysław Szerer, polski prawnik, socjolog, publicysta, sędzia Sądu Najwyższego (zm. 1981)
- 1886:
  - Manuel Bandeira, brazylijski poeta, krytyk literacki (zm. 1968)
  - Hermine David, francuska malarka (zm. 1970)
  - Hiroshi Ōshima, japoński generał porucznik (zm. 1975)
- 1887:
  - Tadeusz Młodkowski, polski kapitan piechoty, historyk, archiwista, polityk, senator RP (zm. 1960)
  - Bertrand Turnbull, walijski hokeista na trawie (zm. 1943)
- 1888 – Tadeusz Szantroch, polski kapitan piechoty, nauczyciel, poeta (zm. 1942)
- 1889:
  - Georges Hebdin, belgijski piłkarz (zm. 1970)
  - Stanisław Lencewicz, polski geograf, wykładowca akademicki (zm. 1944)
  - Otto Georg Thierack, niemiecki prawnik, polityk i zbrodniarz nazistowski (zm. 1946)
- 1891:
  - Władysław Dąbrowski, polski major kawalerii (zm. 1927)
  - Madge Kennedy, amerykańska aktorka (zm. 1987)
  - Jakob Swatosch, austriacki piłkarz (zm. ?)
- 1892:
  - Gieorgij Adamowicz, rosyjski poeta, krytyk literacki pochodzenia polskiego (zm. 1972)
  - Kajetan Dzierżykraj-Morawski, polski pisarz, dyplomata, polityk, minister spraw zagranicznych (zm. 1973)
  - Harry Sørensen, duński gimnastyk (zm. 1963)
  - Grigorij Szajn, rosyjski astronom (zm. 1956)
  - Germaine Tailleferre, francuska kompozytorka (zm. 1983)
  - Hans Weiss, niemiecki pilot wojskowy, as myśliwski (zm. 1918)
- 1893:
  - Jerzy Kłossowski, polski komandor (zm. 1978)
  - Victor Verschueren, belgijski bobsleista (zm. ?)
  - Boris Wwiedienski, rosyjski radiofizyk, wykładowca akademicki (zm. 1969)
  - Fritz Zulauf, szwajcarski strzelec sportowy (zm. 1941)
- 1894 – Adolf Wissel, niemiecki malarz (zm. 1973)
- 1895:
  - José María Peña, hiszpański piłkarz, trener (zm. 1988)
  - José Scaron, francuski kierowca wyścigowy (zm. 1975)
- 1896:
  - Esteban Canal, włoski szachista pochodzenia peruwiańskiego (zm. 1981)
  - Stanisław Styś, polski jezuita, teolog, filozof, wykładowca akademicki (zm. 1959)
- 1897:
  - Jirōemon Kimura, japoński superstulatek (zm. 2013)
  - Stanisław Pomianowski, polski rolnik, polityk, poseł na Sejm RP (zm. 1980)
  - Jan Wallah-Daszkiewicz, polski działacz społeczny, komornik, żołnierz, kawaler Virtuti Militari (zm. ?)
- 1898:
  - Pierre Ducornet, francuski pilot wojskowy, as myśliwski (zm. 1963)
  - Constance Talmadge, amerykańska aktorka (zm. 1973)
- 1899 – George O’Brien, amerykański aktor (zm. 1985)
- 1900:
  - Richard Hughes, brytyjski pisarz (zm. 1976)
  - Roland Michener, kanadyjski dyplomata, polityk (zm. 1991)
  - Aleksandr Ptuszko, radziecki reżyser i scenarzysta filmowy, animator (zm. 1973)
- 1901 – Jerzy Janisch, polski malarz (zm. 1962)
- 1902 – Wieniamin Kawierin, rosyjski pisarz (zm. 1989)
- 1903:
  - Józef Kwietniewski, polski polityk, poseł na Sejm PRL (zm. 1969)
  - Eliot Ness, amerykański agent federalny, polityk (zm. 1957)
  - Józef Oźmin, polski malarz (zm. 1999)
  - Fred Tilson, angielski piłkarz (zm. 1972)
- 1904 – Franciszek Manthey, polski duchowny katolicki, filozof, religiolog (zm. 1971)
- 1905:
  - Benn, francuski malarz pochodzenia żydowskiego (zm. 1989)
  - Jim Mollison, szkocki pilot (zm. 1959)
  - Pennaforte, brazylijski piłkarz (zm. 1947)
  - John Thach, amerykański admirał (zm. 1981)
  - Paweł Wojas, polski polityk, poseł na Sejm Ustawodawczy (zm. 1978)
- 1906:
  - Jerzy Czesław Blikle, polski cukiernik (zm. 1981)
  - Grigorij Bojkaczow, radziecki polityk (zm. 1975)
  - Knut-Olof Falk, szwedzki slawista, bałtysta (zm. 1990)
- 1907 – Lina Basquette, amerykańska aktorka (zm. 1994)
- 1908:
  - Irena Eichlerówna, polska aktorka (zm. 1990)
  - Joseph Keilberth, niemiecki dyrygent (zm. 1968)
- 1909 – Marian Podkowiński, polski dziennikarz, reportażysta, publicysta (zm. 2006)
- 1910:
  - Magdalon Monsen, norweski piłkarz (zm. 1953)
  - Bogumił Zwolski, polski historyk (zm. 1979)
- 1911:
  - Brian McArdle, brytyjski pediatra (zm. 2002)
  - Olga Siemaszko, polska malarka, graficzka, ilustratorka (zm. 2000)
- 1912:
  - Rudolf Fischer, szwajcarski kierowca wyścigowy (zm. 1976)
  - Jan Jelínek, czeski duchowny protestancki, podpułkownik (zm. 2009)
  - Glenn Seaborg, amerykański chemik, laureat Nagrody Nobla (zm. 1999)
- 1913 – Ken Carpenter, amerykański lekkoatleta, dyskobol (zm. 1984)
- 1914:
  - Wiesław Lange, polski malarz, scenograf (zm. 1988)
  - Franciszek de Paula Castello y Aleu, hiszpański działacz Akcji Katolickiej, męczennik, błogosławiony (zm. 1936)
  - Ugo Poletti, włoski duchowny katolicki, arcybiskup Spoleto, wikariusz generalny Rzymu, kardynał (zm. 1997)
- 1915 – Aleksander Skwarczewski, polski lekarz, działacz społeczny, bibliofil (zm. 1972)
- 1916:
  - Mieczysław Burda, polski hokeista (zm. 1990)
  - Bruno Chizzo, włoski piłkarz (zm. 1969)
  - Rajmund Kalpas, polski podporucznik pilot (zm. 1940)
  - Delio Rodríguez, hiszpański kolarz szosowy (zm. 1994)
- 1917:
  - Sven Hassel, duński żołnierz, pisarz (zm. 2012)
  - Anker Kihle, norweski piłkarz, bramkarz (zm. 2000)
  - Alfred Pochopień, polski piłkarz (zm. 1951)
- 1918 – Władimir Paszuto, rosyjski historyk, mediewista (zm. 1983)
- 1919 – Maria Straszewska, polska historyk literatury (zm. 2021)
- 1920:
  - Marvin Mandel, amerykański polityk pochodzenia żydowskiego (zm. 2015)
  - Alfred Reszkiewicz, polski anglista (zm. 1973)
  - Julien Ries, belgijski kardynał, historyk religii (zm. 2013)
  - Kazimierz Smoleń, polski prawnik, twórca i dyrektor Państwowego Muzeum Auschwitz-Birkenau w Oświęcimiu (zm. 2012)
- 1921:
  - Dora Kacnelson, polska historyk, literaturoznawczyni, slawistka pochodzenia żydowskiego (zm. 2003)
  - Henryk Krzeczkowski, polski pisarz, tłumacz, publicysta, działacz opozycji antykomunistycznej (zm. 1985)
  - Roberto Tucci, włoski jezuita, kardynał, dziennikarz (zm. 2015)
- 1922:
  - Luigi Barbarito, włoski duchowny katolicki, arcybiskup, nuncjusz apostolski (zm. 2017)
  - Lewis Beck, amerykański koszykarz (zm. 1970)
  - Erich Hartmann, niemiecki pilot wojskowy, as myśliwski (zm. 1993)
  - Kuno Klötzer, niemiecki trener piłkarski (zm. 2011)
- 1923:
  - Lygia Fagundes Telles, brazylijska pisarka (zm. 2022)
  - Lubomír Lipský, czeski aktor (zm. 2015)
- 1924:
  - Chawka Folman-Raban, żydowska działaczka ruchu oporu w getcie warszawskim (zm. 2014)
  - Werner Kohlmeyer, niemiecki piłkarz (zm. 1974)
  - Andrzej Rettinger, polski aktor, reżyser teatralny (zm. 2001)
- 1925:
  - Teodor Gendera, polski aktor (zm. 2001)
  - Maria Kral, polska autorka literatury dziecięcej (zm. 1976)
  - Hugh O’Brian, amerykański aktor (zm. 2016)
  - James Oldshue, amerykański inżynier chemik, wynalazca (zm. 2007)
  - John Parlett, brytyjski lekkoatleta, średniodystansowiec (zm. 2022)
  - Benjamin Ruggiero, amerykański przestępca pochodzenia włoskiego (zm. 1995)
  - Iwao Takamoto, amerykański reżyser filmów animowanych pochodzenia japońskiego (zm. 2007)
- 1926 – Biruta Fąfrowicz, polska pulmonolog (zm. 2018)
- 1927:
  - Cora Sue Collins, amerykańska aktorka (zm. 2025)
  - Adam Stanowski, polski działacz katolicki, senator RP (zm. 1990)
  - Jan Tyszkiewicz, polski kompozytor, dziennikarz radiowy (zm. 2009)
- 1928:
  - Alexis Korner, amerykański gitarzysta, wokalista i kompozytor bluesowy (zm. 1984)
  - Zygmunt Pawlaczyk, polski pilot wojskowy i cywilny (zm. 1987)
  - Azlan Shah, sułtan stanu Perak, król Malezji (zm. 2014)
- 1929:
  - Edward Crook, amerykański bokser (zm. 2005)
  - Jiří Hledík, czeski piłkarz (zm. 2015)
- 1930:
  - Armando Bógus, brazylijski aktor (zm. 1973)
  - Wim Hendriks, holenderski piłkarz (zm. 1975)
  - Wojciech Kądziela, polski biofizyk (zm. 2024)
  - Erkki Pakkanen, fiński bokser (zm. 1973)
  - Larry Peerce, amerykański reżyser i producent filmowy
  - Stanisław Poburka, polski siatkarz, trener (zm. 2020)
  - Dick Sargent, amerykański aktor (zm. 1994)
  - Desmond Williams, irlandzki duchowny katolicki, biskup pomocniczy Dublina (zm. 2006)
- 1931:
  - Clement Arrindell, polityk z Saint Kitts i Nevis, pierwszy gubernator generalny (zm. 2011)
  - Fred Brooks, amerykański informatyk, laureat Nagrody Turinga (zm. 2022)
  - Antoni Glazemaker, holenderski duchowny starokatolicki, biskup Deventer i arcybiskup Utrechtu (zm. 2018)
  - Jerzy Kita, polski lekarz weterynarii, profesor nauk weterynaryjnych (zm. 2022)
  - Maria Składanek, polska iranistka, wykładowczyni akademicka (zm. 2017)
- 1932:
  - Fernando Botero, kolumbijski malarz, rzeźbiarz, karykaturzysta (zm. 2023)
  - Władimir Gusiew, rosyjski polityk (zm. 2022)
  - Andrea Mead-Lawrence, amerykańska narciarka alpejska (zm. 2009)
- 1933:
  - Giuseppe Chiaretti, włoski duchowny katolicki, arcybiskup Perugii-Città della Pieve (zm. 2021)
  - Jayne Mansfield, amerykańska aktorka (zm. 1967)
- 1934:
  - Eugeniusz Cybulski, polski urzędnik państwowy, prezydent Zamościa
  - Jan Kobuszewski, polski aktor, artysta kabaretowy (zm. 2019)
  - John Malecela, tanzański dyplomata, polityk, premier Tanzanii
  - Bruce Swedien, amerykański inżynier dźwięku, producent muzyczny (zm. 2020)
- 1935:
  - Eduard Dubinski, radziecki piłkarz (zm. 1969)
  - Dudley Moore, brytyjski aktor, komik, muzyk (zm. 2002)
  - Justin Francis Rigali, amerykański duchowny katolicki, arcybiskup Filadelfii, kardynał
  - Josef Vojta, czeski piłkarz (zm. 2023)
- 1936 – Wilfried Martens, belgijski polityk, premier Belgii (zm. 2013)
- 1937:
  - Massimo Consolati, włoski bokser (zm. 2022)
  - Joseph Estrada, filipiński aktor, polityk, prezydent Filipin
  - Branimir Šćepanović, serbski pisarz (zm. 2020)
  - Klaus Thunemann, niemiecki fagocista, pedagog
- 1938:
  - Stanko Poklepović, chorwacki piłkarz, trener (zm. 2018)
  - Jonathan Tunick, amerykański kompozytor muzyki filmowej
- 1939:
  - Basil van Rooyen, południowoafrykański kierowca wyścigowy, wynalazca (zm. 2023)
  - Włodzimierz Wander, polski saksofonista, kompozytor (zm. 2020)
  - Jan Władysław Woś, polski historyk, eseista, pisarz, wykładowca akademicki
- 1940:
  - Kurt Ahrens Jr., niemiecki kierowca wyścigowy
  - Mieczysław Banasik, polski aktor (zm. 2025)
  - Reinhard Bonnke, niemiecki duchowny zielonoświątkowy, protestancki misjonarz, ewangelista (zm. 2019)
  - José Luis Gómez, hiszpański aktor, reżyser teatralny
  - Milan Knížák, czeski artysta, performer, rzeźbiarz, muzyk, kompozytor, twórca instalacji
- 1941:
  - Joseph Bessala, kameruński bokser (zm. 2010)
  - Roberto Carlos, brazylijski piosenkarz
  - Józef Emil Czajkowski, polski historyk, muzealnik, działacz ludowy, dziennikarz
  - Witalij Ignatienko, rosyjski dziennikarz
  - Adam Matuszczak, polski polityk, inżynier, poseł na Sejm RP (zm. 1995)
  - Dragoslav Ražnatović, serbski koszykarz
  - Jiří Svoboda, czeski siatkarz, trener
- 1942:
  - Bas Jan Ader, holenderski artysta konceptualny, performer, fotograf, twórca filmów (zag. 1975)
  - Waldemar Folbrycht, polski piłkarz
  - Javier Fragoso, meksykański piłkarz (zm. 2014)
  - Lāsma Kauniste, łotewska łyżwiarka szybka
  - Sven Lindman, szwedzki piłkarz
  - Jolanta Lothe, polska aktorka (zm. 2022)
  - Jerzy Matula, polski reżyser, aktor epizodyczny, kompozytor, autor piosenek, muzyki teatralnej i filmowej, wykładowca akademicki
  - Alan Price, brytyjski muzyk, kompozytor, członek zespołu The Animals
  - Janusz Radwan-Pragłowski, polski socjolog, wykładowca akademicki (zm. 2011)
  - Rodolfo Wirz, niemiecki duchowny katolicki, biskup Maldonado-Punta del Este-Minas w Urugwaju
- 1943:
  - Marek Barański, polski historyk mediewista, wykładowca akademicki, działacz opozycji antykomunistycznej
  - Czesław Bartkowski, polski perkusista jazzowy, pedagog
  - Edward Dwurnik, polski malarz, grafik (zm. 2018)
  - Adolf Fešárek, czeski kierowca wyścigowy i rajdowy
  - Peter Fullager, brytyjski i australijski lekkoatleta, chodziarz
  - Michel Hiblot, francuski lekkoatleta, sprinter
  - Marian Lech Klementowski, polski historyk państwa i prawa, wykładowca akademicki (zm. 2013)
  - José Legrá, kubański i hiszpański bokser
  - Margo MacDonald, brytyjska polityk (zm. 2014)
  - Ryszard Petek, polski bokser (zm. 2018)
  - Manuel Plasencia, wenezuelski trener piłkarski
  - Lorenzo Sanz, hiszpański przedsiębiorca, działacz piłkarski (zm. 2020)
  - Pierre Semmler, niemiecko-francuski aktor (zm. 2011)
  - Aleksander Usakiewicz, polski inżynier, samorządowiec, polityk, poseł na Sejm RP
- 1944:
  - Keith Erickson, amerykański koszykarz, komentator telewizyjny
  - Luis Ladaria Ferrer, hiszpański duchowny katolicki, jezuita, arcybiskup, prefekt Kongregacji Nauki Wiary, kardynał
  - James Heckman, amerykański ekonomista, matematyk, wykładowca akademicki, laureat Nagrody Banku Szwecji im. Alfreda Nobla w dziedzinie ekonomii
  - Jac Nellemann, duński kierowca wyścigowy
  - Ewa Symonides, polska biolog, wykładowczyni akademicka
  - Jan Szyszko, polski leśnik, profesor nauk leśnych, polityk, poseł na Sejm RP i minister środowiska (zm. 2019)
- 1945:
  - George Alencherry, indyjski duchowny katolicki, arcybiskup, zwierzchnik Kościoła Syro-Malabarskiego
  - Zdzisław Połącarz, polski malarz, grafik, rysownik, działacz społeczny
  - Surekha Sikri, indyjska aktorka (zm. 2021)
  - Marian Zacharewicz, polski kompozytor, piosenkarz, menedżer i dziennikarz muzyczny (zm. 2021)
- 1946:
  - Tim Curry, brytyjski aktor
  - Barbara Labuda, polska działaczka opozycji antykomunistycznej, polityk, poseł na Sejm RP, dyplomata
- 1947:
  - Frits Castricum, holenderski dziennikarz, związkowiec, polityk (zm. 2011)
  - Murray Perahia, amerykański pianista, dyrygent, pedagog pochodzenia żydowskiego
- 1948:
  - Agnieszka Baranowska, polska eseistka, krytyk literacki
  - Jerzy Barczyński, polski poeta, działacz opozycji antykomunistycznej (zm. 2019)
  - Francisco Calvo Serraller, hiszpański historyk i krytyk sztuki, eseista (zm. 2018)
  - Michał Majerski, polski dziennikarz telewizyjny, reżyser, scenarzysta i operator filmowy
  - Ludmiła Spiesiwcewa, rosyjska seryjna morderczyni, kanibalka
- 1949:
  - Antoni Libera, polski pisarz, tłumacz, reżyser teatralny
  - Paloma Picasso, francuska projektantka mody
- 1950:
  - Galina Cariowa, rosyjska kolarka szosowa i torowa
  - Marc Demeyer, belgijski kolarz szosowy (zm. 1982)
  - Harald Hein, niemiecki florecista (zm. 2008)
  - Jacques Herzog, szwajcarski architekt
  - Ulli Melkus, niemiecki kierowca wyścigowy (zm. 1990)
- 1951:
  - Jan Bachleda-Curuś, polski narciarz alpejski (zm. 2009)
  - Jóannes Eidesgaard, farerski polityk, premier Wysp Owczych
  - Krzysztof Kamiński, polski aktor, lektor (zm. 2023)
  - Pierre Lemaitre, francuski pisarz
  - Bogusław Nowicki, polski piosenkarz, kompozytor, autor tekstów
  - Enrique Pérez Lavado, wenezuelski duchowny katolicki, biskup Maturín
  - Bambang Kaswanti Purwo, indonezyjski językoznawca
  - Włodzimierz Strzemiński, polski prawnik, działacz opozycji antykomunistycznej (zm. 2017)
  - Maria Winiarska, polska aktorka
- 1952:
  - Alexis Argüello, nikaraguański bokser (zm. 2009)
  - Tony Plana, kubański aktor, reżyser i scenarzysta filmowy i telewizyjny
  - Robert Zubrin, amerykański inżynier, pisarz
- 1953:
  - Abdelmajid Dolmy, marokański piłkarz (zm. 2017)
  - Ivan Luťanský, czeski aktor (zm. 1983)
  - Rod Morgenstein, amerykański perkusista, publicysta, wykładowca akademicki
  - Andrzej Pągowski, polski plastyk, plakacista
  - Sara Simeoni, włoska lekkoatletka, skoczkini wzwyż
- 1954:
  - Trevor Francis, angielski piłkarz, trener (zm. 2023)
  - Zbigniew Kozłowski, polski piłkarz (zm. 2020)
  - Wacław Nycz, polski pilot sportowy (zm. 2013)
  - Bob Rock, kanadyjski muzyk, inżynier dźwięku, producent muzyczny
- 1955:
  - Piotr Cybulski, polski polityk, poseł na Sejm RP
  - Waldemar Grzywaczewski, polski polityk, poseł na Sejm PRL
  - Aleksander Nawarecki, polski historyk i teoretyk literatury
  - Krisztina Regőczy, węgierska łyżwiarka figurowa, działaczka sportowa
  - Marta Woydt, polska ekonomistka, działaczka opozycji antykomunistycznej (zm. 2025)
- 1956:
  - Sue Barker, brytyjska tenisistka, komentatorka telewizyjna
  - Paul Day, brytyjski wokalista, muzyk, członek zespołu Iron Maiden (zm. 2025)
  - Juhani Himanka, fiński piłkarz, trener
  - Hans Hoogervorst, holenderski ekonomista, polityk
  - Jerzy Reuter, polski prozaik, dramaturg, autor słuchowisk radiowych (zm. 2012)
  - Małgorzata Sekuła-Szmajdzińska, polska prawnik, polityk, poseł na Sejm RP
  - Wolen Siderow, bułgarski dziennikarz, polityk
  - Stanisław Tabisz, polski malarz, grafik, scenograf, pedagog, krytyk sztuki (zm. 2021)
- 1957:
  - Mukesh Ambani, indyjski przedsiębiorca
  - Nico Baracchi, szwajcarski bobsleista, skeletonista (zm. 2015)
  - Nobuteru Ishihara, japoński polityk
  - Wojciech Kajtoch, polski literaturoznawca, językoznawca, prasoznawca, poeta, krytyk literacki
  - Tony Martin, brytyjski wokalista, muzyk, kompozytor, członek zespołu Black Sabbath
  - Valentin Silaghi, rumuński bokser
- 1958:
  - Steve Antin, amerykański aktor, kaskader
  - Krzysztof Karwat, polski poeta, krytyk literacki, publicysta
  - Paweł Sobkowicz, polski fizyk, socjofizyk, wykładowca akademicki
  - Roberto López Ufarte, hiszpański piłkarz narodowości baskijskiej
  - Sławomir Wierzcholski, polski wokalista, harmonijkarz, gitarzysta, członek zespołu Nocna Zmiana Bluesa
- 1959
  - Anna Nelke, polska lekkoatletka, dyskobolka
  - Sirpa Pietikäinen, fińska polityk, eurodeputowana
- 1960:
  - Makoto Ashikawa, japoński aktor
  - Nicoletta Braschi, włoska aktorka
  - José Antônio Peruzzo, brazylijski duchowny katolicki, arcybiskup Kurytyby
  - Jan Szymański, polski zapaśnik (zm. 2005)
  - Wojciech Wiśniewski, polski muzyk, wokalista, autor tekstów
- 1961:
  - Kirsten Emmelmann, niemiecka lekkoatletka, sprinterka
  - Serge Falck, belgijsko-austriacki aktor
  - Paweł (Łebid), ukraiński biskup prawosławny
  - Vonny Sumlang, indonezyjska wokalistka, członkini zespołu Bhaskara Band
- 1962:
  - Ireneusz (Duvlea), rumuński biskup prawosławny
  - Suvi Lindén, fińska polityk
  - Pål Trulsen, norweski curler
  - Al Unser Jr., amerykański kierowca wyścigowy
  - Dorian Yates, brytyjski kulturysta
- 1963:
  - Anthony James Corcoran, amerykański duchowny katolicki, jezuita, teolog, misjonarz, prowincjał Niezależnego Regionu Rosyjskiego Towarzystwa Jezusowego, administrator apostolski Kirgistanu
  - Mika Kojonkoski, fiński skoczek narciarski, trener, polityk
  - Wolfgang Steiert, niemiecki skoczek narciarski, trener (zm. 2024)
- 1964:
  - Raman Ananjeu, białoruski wojskowy, przedsiębiorca, polityk
  - Piotr Płecha, polski basista, członek zespołu Budka Suflera
  - Frank-Peter Roetsch, niemiecki biathlonista
  - Nil (Syczow), rosyjski biskup prawosławny
- 1965:
  - Natalie Dessay, francuska śpiewaczka operowa (sopran liryczno-koloraturowy)
  - Marion Knight, amerykański producent muzyczny, przestępca
- 1966:
  - Véronique Gens, francuska śpiewaczka operowa (sopran)
  - David La Haye, kanadyjsko-francuski aktor
  - John Myles-Mills, ghański lekkoatleta, sprinter
- 1967:
  - Barbara Frittoli, włoska śpiewaczka operowa (sopran)
  - Robert Jończyk, polski piłkarz, trener
  - Hamzah Saleh, saudyjski piłkarz
- 1968:
  - Shai Agassi, izraelski przedsiębiorca, informatyk
  - Ihor Czybiriew, ukraiński hokeista, trener pochodzenia rosyjskiego
  - Ashley Judd, amerykańska aktorka pochodzenia włoskiego
  - Mswati III, król Eswatini
  - Arshad Warsi, indyjski aktor
- 1969:
  - Khalid Al Temawi, saudyjski piłkarz
  - Hiromitsu Isogai, japoński piłkarz
  - Jesse James, amerykański konstruktor motocykli, producent filmowy
  - Igor Jaszczuk, polski piosenkarz, kompozytor, autor tekstów
  - Marcin Krzyształowicz, polski reżyser i scenarzysta filmowy
  - Shannon Lee, amerykańska aktorka
  - Zsuzsa Polgár, węgierska szachistka, trenerka
  - Stefanie Schuster, austriacka narciarka alpejska
- 1970:
  - Manuel Apicella, francuski szachista
  - Diego Cagna, argentyński piłkarz, trener
  - Jon Dette, amerykański perkusista, członek zespołów: Evildead, Slayer, Testament, Pushed, HavocHate, Temple Of Brutality, Anthrax, Animetal USA, Heathen i Iced Earth
  - Kelly Holmes, brytyjska lekkoatletka, biegaczka średniodystansowa
  - Jesús Lucendo, andorski piłkarz
  - Katarzyna Michalska-Małecka, polska okulistka, profesor nauk medycznych
  - Luis Miguel, meksykański piosenkarz
  - Ildikó Pádár, węgierska piłkarka ręczna
  - Trajczo Trajkow, bułgarski menedżer, polityk
- 1971:
  - Gad Elmaleh, francuski aktor, komik pochodzenia marokańsko-żydowskiego
  - Mun Ji-yun, południowokoreańska judoczka
- 1972:
  - Marcelo Elizaga, ekwadorski piłkarz, bramkarz pochodzenia argentyńskiego
  - Imamu Mayfield, amerykański bokser
  - Dokonjonosuke Mishima, japoński zawodnik MMA
  - Sonja Nef, szwajcarska narciarka alpejska
  - Rivaldo, brazylijski piłkarz
  - Jennifer Bini Taylor, amerykańska aktorka
- 1973:
  - Michael Bacall, amerykański aktor, scenarzysta filmowy pochodzenia włoskiego
  - Ferid Chouchane, tunezyjski piłkarz
  - Patrice Estanguet, francuski kajakarz górski
  - George Gregan, australijski rugbysta
  - Cippora Obziler, izraelska tenisistka
  - Alessandro Preziosi, włoski aktor
  - Alessio Scarpi, włoski piłkarz, bramkarz
- 1974:
  - Artur Chojecki, polski polityk, wojewoda warmińsko-mazurski, poseł na Sejm RP
  - Borys Jaźnicki, polski aktor
  - Zdeněk Sedmík, czeski strongman, judoka
  - Gerald Sibon, holenderski piłkarz
  - Giorgi Wazagaszwili, gruziński i grecki judoka
- 1975:
  - Hana Benešová, czeska lekkoatletka, sprinterka
  - Adam Buszko, polski wokalista, muzyk, kompozytor
  - Gentleman, niemiecki muzyk, wokalista
  - Jussi Jääskeläinen, fiński piłkarz, bramkarz
  - Iwona Kutyna, polska dziennikarka, prezenterka radiowa i telewizyjna
  - Bram Lomans, holenderski hokeista na trawie
  - Ai Maeda, japońska piosenkarka, aktorka głosowa
  - Inna Romanowa, ukraińska i białoruska szachistka
  - Katarzyna Rygiel, polska pisarka
- 1976:
  - Bożena Henczyca, polska polityk, poseł na Sejm RP
  - Ruud Jolie, holenderski gitarzysta, członek zespołu Within Temptation
  - Wilfredo Moreno, wenezuelski piłkarz
  - Arkadiusz Ptak, polski politolog, samorządowiec, burmistrz Pleszewa
  - Yoo Sung-yeon, południowokoreański judoka
- 1977:
  - Anju Bobby George, indyjska lekkoatletka, skoczkini w dal
  - Katarzyna Glinka, polska aktorka
  - Lucien Mettomo, kameruński piłkarz
  - Piotr Piasecki, polski muzyk, wokalista, kompozytor, autor tekstów, członek zespołów: Pogodno i Babu Król
  - Greg Sutton, kanadyjski piłkarz, bramkarz
- 1978:
  - James Franco, amerykański aktor, reżyser, scenarzysta i producent filmowy
  - Gabriel Heinze, argentyński piłkarz, trener pochodzenia niemiecko-włoskiego
  - Geordan Murphy, irlandzki rugbysta
  - Needlz, amerykański producent hip-hopowy
- 1979:
  - Michał Dziadosz, polski muzyk, autor tekstów
  - Kate Hudson, amerykańska aktorka
  - Abby Larson, amerykańska biegaczka narciarska
  - Leandro, brazylijski piłkarz
  - Antoaneta Stefanowa, bułgarska szachistka, trenerka
  - Tomasz Tłuczyński, polski piłkarz ręczny
  - Matthew Wells, brytyjski wioślarz
- 1980:
  - Arkadiusz Aleksander, polski piłkarz
  - Aleksandr Dinersztejn, rosyjski zawodowy gracz go
  - Jordi Escura, andorski piłkarz
  - Carlos Figueroa, gwatemalski piłkarz
  - Clinton Hill, australijski lekkoatleta, sprinter
  - Robyn Regehr, kanadyjski hokeista
  - Rai Thistlethwayte, australijski wokalista, pianista, gitarzysta, kompozytor, członek zespołu Thirsty Merc
- 1981:
  - Hayden Christensen, kanadyjski aktor, producent filmowy pochodzenia duńsko-szwedzko-włoskiego
  - Brandon Fobbs, amerykański aktor, reżyser, scenarzysta i producent filmowy i telewizyjny
  - Robert Król, polski poeta
  - Catalina Sandino Moreno, kolumbijska aktorka
  - Jan Gunnar Solli, norweski piłkarz
- 1982:
  - Ola Vigen Hattestad, norweski biegacz narciarski
  - Filip Jícha, czeski piłkarz ręczny
  - Aurore Mongel, francuska pływaczka
  - Aneta Zając, polska aktorka
- 1983:
  - Stefan Kulovits, austriacki piłkarz
  - Joe Mauer, amerykański baseballista
  - Nenad Žugaj, chorwacki zapaśnik
  - Neven Žugaj, chorwacki zapaśnik
- 1984:
  - Willy Chinyama, zambijski piłkarz
  - Yao Junior Sènaya, togijski piłkarz
  - Dmitrij Trunienkow, rosyjski bobsleista
- 1985:
  - Muhammad Al Maghrabi, libijski piłkarz
  - Valon Behrami, szwajcarski piłkarz pochodzenia kosowskiego
  - Zack Conroy, amerykański aktor
  - Aleksandr Trietjakow, rosyjski skeletonista
  - Niki Zimling, duński piłkarz
- 1986:
  - Matteo Aicardi, włoski piłkarz wodny
  - Jewgienij Biriukow, rosyjski hokeista
  - Katarzyna Brojek, polska siatkarka
  - Dusty Jonas, amerykański lekkoatleta, skoczek wzwyż
  - Candace Parker, amerykańska koszykarka
  - Gabe Pruitt, amerykański koszykarz
  - Coleman Scott, amerykański zapaśnik
  - Arthit Sunthornpit, tajski piłkarz
- 1987:
  - Oksana Akińszyna, rosyjska aktorka
  - Joe Hart, angielski piłkarz, bramkarz
  - Jowan Kostowski, macedoński piłkarz
  - Ksienija Ryżowa, rosyjska lekkoatletka, sprinterka
  - Marija Szarapowa, rosyjska tenisistka pochodzenia białoruskiego
- 1988:
  - Enrique Esqueda, meksykański piłkarz
  - Šárka Kubínová, czeska siatkarka
  - Ágnes Mutina, węgierska pływaczka
  - Jeremiah Wilson, amerykański koszykarz
- 1989:
  - Marko Arnautović, austriacki piłkarz pochodzenia serbskiego
  - Lauren Ellis, nowozelandzka kolarka szosowa i torowa
  - Li Jianbin, chiński piłkarz
  - Rob Simmons, australijski rugbysta
- 1990:
  - Jackie Bradley Jr., amerykański baseballista
  - Han Kook-young, południowokoreański piłkarz
  - Denys Harmasz, ukraiński piłkarz
  - Héctor Herrera, meksykański piłkarz
  - Jennifer O’Neill, portorykańska koszykarka
  - Carla Rueda, peruwiańska siatkarka
  - Tom Van Asbroeck, belgijski kolarz szosowy
- 1991:
  - Nikola Ašćerić, serbski piłkarz
  - Steve Cook, angielski piłkarz
  - Stuart Dallas, północnoirlandzki piłkarz
  - Kelly Olynyk, kanadyjski koszykarz pochodzenia ukraińskiego
  - Arild Østbø, norweski piłkarz, bramkarz
  - Russ Smith, amerykański koszykarz
  - Maria Tyszkiewicz, polska aktorka, wokalistka
- 1992:
  - Paul-José M’Poku, kongijski piłkarz
  - Nick Pope, angielski piłkarz, bramkarz
  - Morteza Puraligandżi, irański piłkarz
  - Marko Todorović, czarnogórski koszykarz
- 1993:
  - Sebastian De Souza, brytyjski aktor pochodzenia portugalskiego
  - Hólmbert Friðjónsson, islandzki piłkarz
  - Magomedgadji Nurov, macedoński zapaśnik pochodzenia rosyjskiego
  - François Lecat, belgijski siatkarz
  - Lia Wälti, szwajcarska piłkarka
- 1994:
  - Omar Boutayeb, marokański piłkarz
  - Caio Lucas Fernandes, brazylijski piłkarz
  - Bria Holmes, amerykańska koszykarka
  - Joanna Jarmołowicz, polska aktorka
  - Benjamin Maier, austriacki bobsleista
  - Christian Martínez, salwadorski piłkarz
  - Paul O’Donovan, irlandzki wioślarz
  - Aleksandra Przesław, polska aktorka
  - Bohdan Rudiuk, ukraiński piłkarz
  - Michael Saeta, amerykański siatkarz
  - Dominik Sadzawicki, polski piłkarz
  - Alichan Żabraiłow, rosyjski zapaśnik
- 1995:
  - Erick Cabaco, urugwajski piłkarz
  - Harvey Chandler, angielski snookerzysta
  - Susanna Forsström, fińska skoczkini narciarska
  - Carlos Gruezo, ekwadorski piłkarz
  - Marta Kobecka, polska pięcioboistka nowoczesna
  - Kei Koizumi, japoński piłkarz
  - Kevin Mbabu, szwajcarski piłkarz pochodzenia kongijskiego
  - Juuse Saros, fiński hokeista, bramkarz
  - Takahiro Sekine, japoński piłkarz
  - Leah Smith, amerykańska pływaczka
- 1996:
  - Carlos Acevedo, meksykański piłkarz, bramkarz
  - Karol Czyszek, polski futsalista
  - Dominika Mras-Paliwoda, polska siatkarka
  - Erik Valnes, norweski biegacz narciarski
  - Danyło Sahutkin, ukraiński piłkarz
- 1997:
  - Okechukwu Azubuike, nigeryjski piłkarz
  - Aref Gholami, irański piłkarz
  - Mikita Łabastau, białoruski biathlonista
  - Eetu Meriläinen, fiński skoczek narciarski
  - Danilo Muzé, mozambicki piłkarz
  - Alejandra Orozco, meksykańska skoczkini do wody
  - Ulises Ortegoza, chilijski piłkarz pochodzenia argentyńskiego
  - Margot Yerolymos, francuska tenisistka
- 1998:
  - Grady Diangana, angielski piłkarz pochodzenia kongijskiego
  - Joílson Júnior, brazylijski zapaśnik
  - Patrik Laine, fiński hokeista
  - Jakub Michałowski, polski hokeista
  - Zhang Yufei, chińska pływaczka
- 1999:
  - Đoàn Văn Hậu, wietnamski piłkarz
  - Luguentz Dort, kanadyjski koszykarz pochodzenia haitańskiego
  - Mikey Johnston, szkocki piłkarz
  - Corentin Moutet, francuski tenisista
- 2000:
  - Danyjił Ałefirenko, ukraiński piłkarz
  - Daniel Bîrligea, rumuński piłkarz
  - Lucas Braathen, norweski narciarz alpejski
  - Jakub Kraska, polski pływak
  - Azzedine Ounahi, marokański piłkarz
  - Wiktoria Stępień, polska koszykarka
  - Patryk Zaucha, polski piłkarz
- 2001:
  - Éliot Grondin, kanadyjski snowboardzista
  - Martyna Kubka, polska tenisistka
  - George Loffhagen, brytyjski tenisista
  - Kacper Olszewski, polski aktor
  - Raphael Onyedika, nigeryjski piłkarz
  - Micky van de Ven, holenderski piłkarz
- 2002:
  - Davide De Pretto, włoski kolarz szosowy
  - Magnus Sheffield, amerykański kolarz szosowy i przełajowy
- 2003 – Carla Fernandes, polska piosenkarka pochodzenia hiszpańsko-portugalskiego
- 2005 – Kobbie Mainoo, angielski piłkarz pochodzenia ghańskiego
- 2016 – Aleksander Bernadotte, szwedzki książę

## Zmarli
- 1012 – Alphege, angielski duchowny katolicki, arcybiskup Canterbury, święty (ur. 954)
- 1054 – Leon IX, papież, święty (ur. 1002)
- 1371 – Bernard du Bosquet, francuski duchowny katolicki, arcybiskup Neapolu, kardynał (ur. ?)
- 1390 – Robert II Stuart, król Szkocji (ur. 1316)
- 1519 – Wojciech Radziwiłł, polski duchowny katolicki, biskup łucki i wileński (ur. ok. 1476)
- 1539 – Katarzyna Weiglowa, polska ofiara prześladowań religijnych (ur. ok. 1460)
- 1552 – Olaus Petri, szwedzki pisarz, tłumacz (ur. 1493)
- 1560 – Filip Melanchton, niemiecki humanista, reformator religijny, teoretyk protestantyzmu (ur. 1497)
- 1567 – Michael Stifel, niemiecki matematyk (ur. 1487)
- 1578 – Kenshin Uesugi, japoński samuraj, polityk (ur. 1530)
- 1588 – Paolo Veronese, włoski malarz (ur. 1528)
- 1608 – Thomas Sackville, angielski arystokrata, polityk, poeta, dramaturg (ur. 1536)
- 1623 – Jaruzel Brzeźnicki, polski adwokat, arianin (ur. ?)
- 1629 – Sigismondo d’India, włoski kompozytor (ur. ok. 1582)
- 1630 – Anne Dacre, angielska poetka (ur. 1557)
- 1637 – Krzysztof Wiesiołowski, polski szlachcic, polityk (ur. ?)
- 1645 – Antonio van Diemen, holenderski polityk kolonialny (ur. 1593)
- 1652 – Marcello Lante della Rovere, włoski kardynał (ur. 1569)
- 1658:
  - Kirsten Munk, duńska arystokratka, druga (morganatyczna) żona króla Danii i Norwegii Chrystiana IV (ur. 1598)
  - Robert Rich, angielski arystokrata, admirał (ur. 1587)
- 1689 – Krystyna Wazówna, królowa Szwecji (ur. 1626)
- 1705 – Nils Eosander, szwedzki arystokrata, polityk, dyplomata (ur. 1636)
- 1722 – Charles Spencer, brytyjski arystokrata, polityk (ur. 1674)
- 1768 – Giovanni Antonio Canal, włoski malarz (ur. 1697)
- 1791 – Richard Price, walijski filozof (ur. 1723)
- 1809 – Cyprian Godebski, polski pisarz, pułkownik Armii Księstwa Warszawskiego (ur. 1765)
- 1813 – Benjamin Rush, amerykański lekarz, pisarz, pedagog (ur. 1745 lub 46)
- 1822:
  - Franz II. Xaver von Salm-Reifferscheidt-Krautheim, austriacki duchowny katolicki, biskup Gurk, kardynał (ur. 1749)
  - Płaton Zubow, rosyjski generał, polityk (ur. 1767)
- 1824 – George Gordon Byron, brytyjski poeta (ur. 1788)
- 1830 – August F. Globensky, polski lekarz, aptekarz, pionier polskiego osadnictwa w Kanadzie (ur. 1754)
- 1839 – Aaron Ogden, amerykański prawnik, polityk (ur. 1756)
- 1844 – Bartolomeo Pacca, włoski kardynał (ur. 1756)
- 1848 – Johann Ernst Benno, niemiecki pisarz (ur. 1777)
- 1849 – Józef Walenty Krzyżanowski, polski prawnik, polityk, prezydent Krakowa (ur. 1799)
- 1855 – Stanisław Kaczkowski, polski ziemianin, prawnik, polityk, pisarz, historyk amator (ur. 1783)
- 1860 – Karol Podczaszyński, polski architekt (ur. 1790)
- 1870:
  - Andreas Schelfhout, holenderski malarz, rytownik, litograf (ur. 1787)
  - Camille-Marie Stamaty, francuski pianista, kompozytor (ur. 1811)
- 1878 – Władysław Tarnowski, polski hrabia, pianista, kompozytor, poeta, dramaturg, tłumacz (ur. 1836 lub 44)
- 1879 – Piotr Burzyński, polski prawnik, wykładowca akademicki (ur. 1819)
- 1881 – Benjamin Disraeli, brytyjski pisarz, polityk, premier Wielkiej Brytanii (ur. 1804)
- 1882 – Charles Darwin, brytyjski biolog, twórca teorii ewolucji (ur. 1809)
- 1885:
  - Mykoła Kostomarow, ukraiński historyk, pisarz, etnograf (ur. 1817)
  - Pietro Lasagni, włoski kardynał (ur. 1814)
- 1888 – Thomas Crampton, brytyjski inżynier, wynalazca (ur. 1816)
- 1889 – Harriet Winslow Sewall, amerykańska poetka (ur. 1819)
- 1893 – John Addington Symonds, brytyjski poeta, krytyk literacki (ur. 1840)
- 1899:
  - Stanisław Kierbedź, polski inżynier, budowniczy mostów (ur. 1810)
  - Édouard Pailleron, francuski poeta, dramaturg (ur. 1834)
- 1900 – Rudolf Charousek, węgierski szachista pochodzenia czeskiego (ur. 1873)
- 1902:
  - Henryk XXII, książę Reuss–Greiz (linii starszej) (ur. 1846)
  - Leon Schott, polski kupiec (ur. 1822)
- 1903:
  - Oliver Mowat, kanadyjski polityk (ur. 1820)
  - Cezary Skoryna, polski przemysłowiec, działacz społeczny, filantrop (ur. 1840)
- 1906:
  - Pierre Curie, francuski fizyk, chemik, wykładowca akademicki, laureat Nagrody Nobla (ur. 1859)
  - Spencer Gore, brytyjski tenisista (ur. 1850)
- 1910 – Tomasz Dykas, polski rzeźbiarz (ur. 1850)
- 1912 – Patricio Escobar, paragwajski polityk, prezydent Paragwaju (ur. 1843)
- 1913 – Hugo Winckler, niemiecki historyk, archeolog, wykładowca akademicki (ur. 1863)
- 1914 – Charles Sanders Peirce, amerykański filozof (ur. 1839)
- 1915 – Thomas Playford, australijski polityk (ur. 1837)
- 1916 – Wacław Mayzel, polski lekarz, histolog (ur. 1847)
- 1917 – Frank Muller, amerykański astronom (ur. 1862)
- 1919 – Stanisław Potoczek, polski rolnik, polityk (ur. 1849)
- 1920:
  - Salomon Pollak, austriacki finansista, działacz społeczny, filantrop, radca cesarski pochodzenia żydowskiego (ur. 1840)
  - Carlos R. Tobar, ekwadorski pisarz, dyplomata, polityk (ur. 1853)
- 1921:
  - Józef Męciński, polski hrabia, ziemianin, polityk (ur. 1839)
  - Tadeusz Rittner, polski prozaik, dramaturg, krytyk teatralny (ur. 1873)
- 1922:
  - Eugeniusz Małaczewski, polski porucznik, poeta, prozaik (ur. 1897)
  - Kaarlo Uskela, fiński pisarz satyryczny, poeta, działacz anarchistyczny (ur. 1878)
- 1923 – Stanisław Biega, polski działacz narodowy i społeczny (ur. 1862)
- 1924 – Józef Halka, polski podpułkownik kontroli administracji, działacz niepodległościowy i społeczno-narodowy (ur. 1869)
- 1925 – John Walter Smith, amerykański przedsiębiorca, polityk (ur. 1845)
- 1926 – Aleksandr Czuprow, rosyjski matematyk, statystyk, ekonomista, wykładowca akademicki (ur. 1874)
- 1927 – Charles W. Bell, amerykański polityk (ur. 1857)
- 1928:
  - Ladislav Klíma, czeski pisarz, filozof (ur. 1878)
  - George Shaw-Lefevre, brytyjski arystokrata, polityk (ur. 1831)
- 1929 – Władysław Gustaw Sennewald, polski księgarz, wydawca (ur. 1860)
- 1930:
  - Ernst Ludwig von Jagow, niemiecki prawnik, polityk (ur. 1853)
  - Ernst Küster, niemiecki chirurg (ur. 1839)
- 1931:
  - Louis Dollo, belgijski paleontolog, ewolucjonista (ur. 1857)
  - Józef Raczyński, polski polityk, minister rolnictwa (ur. 1874)
- 1932 – Władysław Rzepko, polski altowiolista, dyrygent, kompozytor, pedagog (ur. 1854)
- 1933 – Vital Soares, brazylijski prawnik, polityk, wiceprezydent-elekt (ur. 1874)
- 1934 – Julius Hammling, niemiecki ornitolog, pedagog (ur. 1857)
- 1935 – Mieczysław Frenkiel, polski aktor (ur. 1858)
- 1936 – Vítězslav Valenta, czeski prozaik, dramaturg, dziennikarz (ur. 1880)
- 1937:
  - Sigurd Agrell, szwedzki poeta, slawista, wykładowca akademicki (ur. 1881)
  - Kazimierz Kaczanowski, polski redaktor, wydawca, polityk, poseł na Sejm RP (ur. 1875)
  - Henryk Korwin-Krukowski, polski profesor metalurgii (ur. 1860)
  - William Morton Wheeler, amerykański entomolog, wykładowca akademicki (ur. 1865)
- 1938 – Georg Schrimpf, niemiecki malarz (ur. 1889)
- 1939:
  - Henry Stephens Salt, brytyjski pisarz, reformator społeczny (ur. 1851)
  - János Vaszary, węgierski malarz (ur. 1867)
  - Jan de Vries, holenderski lekkoatleta, sprinter i piłkarz (ur. 1896)
  - Rudolf Wacker, austriacki malarz (ur. 1893)
- 1940:
  - Thorvald Nilsen, norweski oficer marynarki, polarnik (ur. 1881)
  - Ferdynand Rabowski, polski geolog, taternik (ur. 1884)
  - Wojciech Topoliński, polski franciszkanin konwentualny (ur. 1885)
- 1942:
  - Wojciech Eckert, polski major piechoty (ur. 1883)
  - Michaił Jefriemow, radziecki generał porucznik (ur. 1897)
- 1943:
  - Gustave Doret, szwajcarski kompozytor, dyrygent (ur. 1866)
  - Witold Kraszewski, polski chemik, wykładowca akademicki (ur. 1874)
  - Gola Mire, żydowska działaczka ruchu oporu (ur. 1911)
- 1944 – Jimmie Noone, amerykański klarnecista jazzowy (ur. 1895)
- 1945:
  - Halina Krahelska, polska socjolog, pisarka, publicystka, działaczka społeczna (ur. 1886)
  - Sōsaku Suzuki, japoński generał (ur. 1891)
  - Fabian Waculik, polski franciszkanin, kapelan Polskich Sił Zbrojnych na Zachodzie (ur. 1910)
- 1946:
  - Mae Busch, amerykańska aktorka (ur. 1891)
  - Walter Dandy, amerykański chirurg, neurochirurg (ur. 1886)
- 1949 – Ulrich Salchow, szwedzki łyżwiarz figurowy (ur. 1877)
- 1952:
  - Jean-Marie Musy, szwajcarski polityk, prezydent Szwajcarii (ur. 1876)
  - James Lee Peters, amerykański ornitolog (ur. 1889)
- 1955 – Tadeusz Łopuszański, polski pedagog, polityk (ur. 1874)
- 1956 – Ernst Robert Curtius, niemiecki historyk literatury, eseista (ur. 1886)
- 1959 – Aleksy (Diechtieriow), rosyjski biskup prawosławny (ur. 1889)
- 1960 – Józef Ostachowski, polski polityk ludowy, poseł i wicemarszałek Sejmu Ustawodawczego (ur. 1883)
- 1961 – Max Hainle, niemiecki pływak (ur. 1882)
- 1966:
  - Gösta Åsbrink, szwedzki gimnastyk, pięcioboista nowoczesny (ur. 1881)
  - Väinö Tanner, fiński polityk, premier Finlandii (ur. 1881)
- 1967:
  - Konrad Adenauer, niemiecki polityk, kanclerz Niemiec (ur. 1876)
  - William Boyle, brytyjski arystokrata, wojskowy (ur. 1873)
  - Witold Romer, polski fotochemik, fotografik, wynalazca (ur. 1900)
  - Michaił Skworcow, rosyjski generał major (ur. 1887)
- 1968 – Kamil Giżycki, polski pisarz, podróżnik (ur. 1893)
- 1970:
  - Aimo Lahti, fiński konstruktor broni strzeleckiej (ur. 1896)
  - Marian Rose, polski żużlowiec (ur. 1933)
- 1971:
  - Gioacchino Guaragna, włoski florecista (ur. 1908)
  - Marian Łańko, polski piłkarz, trener (ur. 1906)
  - Bolesław Piekarski, polsko-litewski dyrygent, pedagog (ur. 1911)
  - Luigi Piotti, włoski kierowca wyścigowy (ur. 1913)
  - Johannes Riives, estońsko-kanadyjski neurolog, neurochirurg (ur. 1895)
  - Earl Thomson, kanadyjski lekkoatleta, płotkarz (ur. 1895)
- 1972 – Luigi Poggi, włoski żeglarz sportowy (ur. 1906)
- 1973:
  - Hans Kelsen, austriacko-amerykański prawnik, filozof prawa pochodzenia żydowskiego (ur. 1881)
  - Ilona Vargha, węgierska florecistka (ur. 1910)
- 1974 – Muhammad Ayub Khan, pakistański wojskowy, polityk, prezydent Pakistanu (ur. 1907)
- 1975:
  - Percy Lavon Julian, amerykański chemik (ur. 1899)
  - Salvatore Satta, włoski pisarz (ur. 1902)
  - Ołeksandr Udowyczenko, ukraiński generał, działacz społeczny i wojskowy (ur. 1887)
- 1976 – Hans Peter Kosack, niemiecki geograf, kartograf (ur. 1912)
- 1978 – Erich Bederke, niemiecki geolog (ur. 1895)
- 1979:
  - Rogers Morton, amerykański polityk (ur. 1914)
  - Szelomo Perlstein, izraelski polityk (ur. 1902)
  - Guglielmo Segato, włoski kolarz szosowy (ur. 1906)
- 1980 – Paulo Pisaneschi, brazylijski piłkarz (ur. 1930)
- 1981 – Christian Poulsen, duński szachista (ur. 1912)
- 1982 – Erwin Casmir, niemiecki szermierz (ur. 1895)
- 1983:
  - Jerzy Andrzejewski, polski prozaik, publicysta, felietonista, scenarzysta, działacz opozycji demokratycznej, polityk, poseł na Sejm PRL (ur. 1909)
  - Marian Krwawicz, polski pułkownik, historyk (ur. 1928)
  - Renato Ziggiotti, włoski salezjanin (ur. 1892)
- 1984 – He Zizhen, chińska działaczka komunistyczna (ur. 1909)
- 1985:
  - Paweł Batow, radziecki generał armii, polityk (ur. 1897)
  - Józef Gromek, polski szachista (ur. 1931)
- 1986 – Zdeněk Sklenář, czeski malarz, grafik, ilustrator (ur. 1910)
- 1987:
  - Milt Kahl, amerykański animator (ur. 1909)
  - Maxwell Taylor, amerykański generał (ur. 1901)
- 1988:
  - Rafael Calvo Serer, hiszpański filozof, pisarz (ur. 1916)
  - Jonasz Kofta, polski dramaturg, poeta, satyryk, autor tekstów piosenek, piosenkarz pochodzenia żydowskiego (ur. 1942)
- 1989 – Daphne du Maurier, brytyjska pisarka (ur. 1907)
- 1990:
  - Paul Alexander Bartlett, amerykański fotografik, prozaik, poeta (ur. 1909)
  - Siergiej Filippow, rosyjski aktor (ur. 1912)
  - Jeorjos Wichos, grecki strzelec i działacz sportowy (ur. 1915)
- 1991 – Dilarə Əliyeva, azerska filolog, tłumaczka, wykładowczyni akademicka, polityk (ur. 1929)
- 1992:
  - Jerzy Czaplicki, polski śpiewak operowy (baryton) (ur. 1902)
  - Frankie Howerd, brytyjski aktor komediowy, artysta kabaretowy (ur. 1917)
- 1993 – David Koresh, amerykański przywódca sekty (ur. 1959)
- 1995 – Neil Paterson, szkocki scenarzysta filmowy (ur. 1916)
- 1996 – Ken Doherty, amerykański lekkoatleta, dziesięcioboista (ur. 1905)
- 1998 – Octavio Paz, meksykański poeta, eseista, dziennikarz, krytyk literacki, laureat Nagrody Nobla (ur. 1914)
- 1999 – Hermine Braunsteiner, niemiecka funkcjonariuszka nazistowska, zbrodniarka wojenna (ur. 1919)
- 2003 – Aurelio Sabattani, włoski kardynał (ur. 1912)
- 2004:
  - Tim Burstall, australijski reżyser filmowy (ur. 1927)
  - George Hardwick, angielski piłkarz (ur. 1920)
  - Wołodymyr Kapłyczny, ukraiński piłkarz, trener (ur. 1944)
  - Philip Locke, brytyjski aktor (ur. 1928)
  - Norris McWhirter, brytyjski dziennikarz telewizyjny (ur. 1925)
  - Frank Morrison, amerykański polityk (ur. 1905)
  - John Maynard Smith, brytyjski biolog (ur. 1920)
- 2005:
  - Ruth Hussey, amerykańska aktorka (ur. 1911)
  - Niels-Henning Ørsted Pedersen, duński basista jazzowy (ur. 1946)
- 2007:
  - Jean-Pierre Cassel, francuski aktor (ur. 1932)
  - Bohdan Paczyński, polski astronom, astrofizyk (ur. 1940)
- 2008:
  - Alfonso López Trujillo, kolumbijski duchowny katolicki, arcybiskup Medellín, kardynał (ur. 1935)
  - Zdzisław Wałaszewski, polski dziennikarz (ur. 1922)
- 2009:
  - James Graham Ballard, brytyjski pisarz (ur. 1930)
  - Marian Rapacki, polski trener kajakarstwa, działacz sportowy (ur. 1919)
  - Eugeniusz Waniek, polski malarz (ur. 1906)
- 2010:
  - Abu Hamza al-Muhadżir, egipski terrorysta, przywódca irackiej Al-Ka’idy (ur. 1968)
  - William Borders, amerykański duchowny katolicki, arcybiskup Baltimore (ur. 1913)
  - Guru, amerykański raper (ur. 1961)
  - Edwin Valero, wenezuelski bokser (ur. 1981)
  - Burkhard Ziese, niemiecki trener piłkarski (ur. 1944)
- 2011:
  - Elisabeth Sladen, brytyjska aktorka (ur. 1946)
  - Grete Waitz, norweska lekkoatletka, biegaczka długodystansowa i przełajowa (ur. 1953)
- 2012:
  - Greg Ham, australijski muzyk, kompozytor (ur. 1953)
  - Levon Helm, amerykański muzyk rockowy, multiinstrumentalista, perkusista, członek zespołu The Band (ur. 1940)
  - Andrzej Kurzawski, polski malarz (ur. 1928)
  - Meenakshi Thapar, indyjska aktorka (ur. 1984)
- 2013:
  - Kenneth Appel, amerykański matematyk (ur. 1932)
  - Allan Arbus, amerykański aktor (ur. 1918)
  - François Jacob, francuski genetyk, laureat Nagrody Nobla (ur. 1920)
  - Stan Vickers, brytyjski lekkoatleta, chodziarz (ur. 1932)
  - Alicia Gladden, amerykańska koszykarka (ur. 1985)
- 2015:
  - Ali Abu-Muchammad, dagestański bojownik, ekstremista salaficki (ur. 1972)
  - Danuta Dąbrowska, polska historyk, archiwistka (ur. 1925)
  - Zygmunt Lichniak, polski eseista, poeta, krytyk literacki (ur. 1925)
  - Maciej Lis, polski prawnik, działacz społeczny i luterański (ur. 1950)
  - Elio Toaff, włoski rabin (ur. 1915)
- 2016:
  - Patricio Aylwin, chilijski adwokat, polityk, prezydent Chile (ur. 1918)
  - Ronit Elkabetz, izraelska aktorka, reżyserka filmowa (ur. 1964)
  - Walter Kohn, amerykański fizyk, laureat Nagrody Nobla (ur. 1923)
  - Sagidołła Kubaszew, radziecki i kazachski polityk (ur. 1927)
  - Lord Tanamo, jamajski wokalista, gitarzysta (ur. 1934)
  - Irena Obuchowska, polska psycholog, pedagog (ur. 1932)
  - Arkadiusz Sann, polski poeta, prozaik (ur. 1959)
  - Igor Wołczok, rosyjski piłkarz, trener (ur. 1931)
- 2017:
  - Nikołaj Andruszczenko, rosyjski dziennikarz (ur. 1944)
  - Antun Bogetić, chorwacki duchowny katolicki, biskup porecko-pulski (ur. 1922)
  - Aaron Hernandez, amerykański futbolista, morderca (ur. 1989)
- 2018:
  - Korneliusz (Jakobs), estoński duchowny prawosławny, metropolita talliński i całej Estonii (ur. 1924)
  - Zofia Kalińska, polska aktorka, reżyserka teatralna (ur. 1931)
  - Władimir Lachow, ukraiński pułkownik lotnictwa, kosmonauta (ur. 1941)
  - Salih Ali as-Samad, jemeński polityk (ur. 1979)
  - Abraham Viruthakulangara, indyjski duchowny katolicki, arcybiskup Nagpur (ur. 1943)
- 2019:
  - Patrick Sercu, belgijski kolarz szosowy i torowy (ur. 1944)
  - Stanisław Tomaszewski, polski ekonomista, działacz socjalistyczny, polityk, poseł na Sejm PRL (ur. 1925)
  - Maria Wachowiak, polska aktorka (ur. 1938)
- 2020:
  - Edmond Baraffe, francuski piłkarz, trener (ur. 1942)
  - Cecil Bødker, duńska pisarka (ur. 1927)
  - Gabriel Wortman, kanadyjski masowy morderca (ur. 1968)
- 2021:
  - Monica Bandini, włoska kolarka szosowa (ur. 1964)
  - Emil Biela, polski poeta, prozaik (ur. 1939)
  - Willy van der Kuijlen, holenderski piłkarz (ur. 1946)
  - Wiera Łantratowa, rosyjska siatkarka (ur. 1947)
  - Walter Mondale, amerykański polityk, wiceprezydent USA (ur. 1928)
  - Jim Steinman, amerykański kompozytor, producent muzyczny (ur. 1947)
- 2022:
  - Wiesław Bielak, polski rzeźbiarz, pedagog (ur. 1943)
  - Antoni Leon Dawidowicz, polski matematyk, wykładowca akademicki (ur. 1952)
  - Carlos Lucas, chilijski bokser (ur. 1930)
  - Kane Tanaka, japońska superstulatka, najstarsza osoba na świecie (ur. 1903)
- 2023:
  - Moon Bin, południowokoreański wokalista, tancerz, aktor, członek zespołu Astro (ur. 1998)
  - Jeremy Nobis, amerykański narciarz alpejski (ur. 1970)
  - Charles-Ferdinand Nothomb, belgijski ekonomista, polityk, przewodniczący Izby Reprezentantów, minister spraw wewnętrznych (ur. 1936)
  - Elena Pampoulova-Wagner, bułgarska tenisistka (ur. 1972)
  - Richard Riordan, amerykański polityk, birmistrz Los Angeles (ur. 1930)
- 2024:
  - Daniel Dennett, amerykański filozof (ur. 1942)
  - Muhammad Faris, syryjski pilot wojskowy, podpułkownik, kosmonauta (ur. 1951)
  - Zbigniew Regucki, polski dziennikarz (ur. 1936)
  - Marcos Rivas, meksykański piłkarz (ur. 1947)
- 2025:
  - Jan Červinka, czeski taternik, alpinista (ur. 1930)
  - David Cremin, australijski duchowny katolicki, biskup pomocniczy Sydney (ur. 1930)
  - Me’ir Niccan, izraelski polityk, burmistrz Riszon le-Cijjon (ur. 1932)
  - Chum Taylor, australijski żużlowiec (ur. 1927)
  - Tassilo Thierbach, niemiecki łyżwiarz figurowy (ur. 1956)